# اسکدار

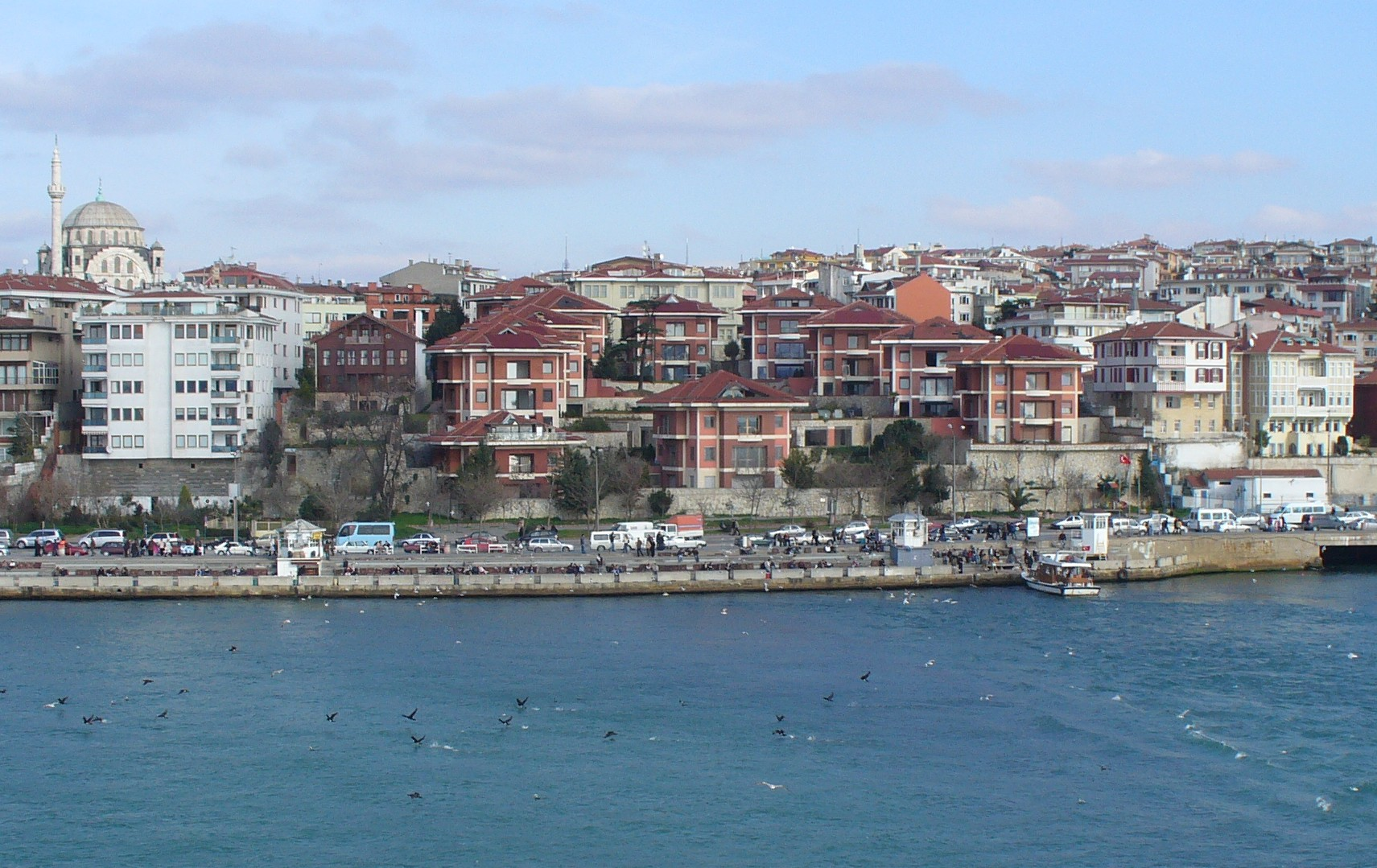

اُسکُدار (به ترکی استانبولی: Üsküdar) یکی از بخش‌های آسیایی شهر استانبول و مرکز آن است. این بخش در ساحل شرقی تنگهٔ بسفر و در ناحیهٔ جنوب‌غربی شبه‌جزیرهٔ قوجا ایلی قرار گرفته‌است. مساحت اُسکدار ۱۸۶ کیلومتر مربع، و ارتفاع آن از سطح دریا ۵۰ متر است. اُسکدار در داخل محدودهٔ شهرداری استانبول، و یکی از پرجمعیت‌ترین نواحی این شهر است.